# Калінінський фронт

Калінінський фронт у 1941-43 роках

Калі́нінський фронт — оперативно-стратегічне об'єднання радянських військ з 19 жовтня 1941 до 20 жовтня 1943 року в Другій світовій війні. Фронт утворений у жовтні 1941 року з частини сил Західного фронту і діяв проти німецької групи армій «Центр» на московському напрямку протягом 1941—1943 рр. 20 жовтня 1943 року Калінінський фронт був перейменований на 1-й Прибалтійський фронт.

## Історія
Калінінський фронт був утворений 19 жовтня 1941 року на підставі директиви Ставки ВГК від 17 жовтня 1941 року з частини сил правого крила Західного фронту (22-га, 29-та, 30-та та 31-ша армії), який діяв проти сил німецької групи армій «Центр» на московському напрямку. Головним завданням Калінінського фронту визначалося втримати Калінін та не допустити прориву військ вермахту з північного заходу у загальному напрямку на Москву. Формування фронту відбувалося за умов фактичного розвалу радянської оборони під час Вяземської катастрофи. З першим завданням війська фронту не впоралися — того ж дня, коли сформували Калінінський фронт, німці опанували Калінін. Потім у ході Калінінської оборонної операції радянські війська зупинили німецький наступ північніше Калініна і кілька разів безуспішно намагалися відбити місто. Крім того, вони зуміли завдати поразки ворожому угрупованню, що прорвалося від Калініна у напрямку Торжка, не дозволивши німцям розвинути успіх. Вже до кінця жовтня 1941 німецький наступ на Калінінському напрямку був остаточно зупинений.
Під час загального контрнаступу Червоної армії під Москвою взимку 1941—1942 року війська Калінінського фронту одними з перших перейшли в контрнаступ. 5 грудня 1941 року дві дивізії 29-ї армії генерала І. І. Масленникова переправилися по льоду через Волгу на захід від Калініна і вклинилися на 1,5 км в бойові порядки 9-ї німецької польової армії генерал-полковника А. Штрауса. Опівдні того ж дня чотири дивізії 31-ї армії генерала В. О. Юшкевича завдали удару з району на південний схід від Калініна в напрямку Тургиново, звільнивши до кінця доби 15 населених пунктів і просунувшись на глибину до 5 км. 16 грудня війська фронту звільнили Калінін від німецьких окупантів у ході Калінінської наступальної операції.
22 грудня 1941 року у битву була введена 39-та армія Калінінського фронту, яка завдала удару у стик 22-ї та 29-ї армій. До кінця грудня війська фронту у смузі 39-ї армії прорвали оборону німецьких військ на всю тактичну глибину. У ході боїв 2-7 січня 1942 року війська фронту на правому крилі вийшли на рубіж річки Волги, в центрі прорвали нову лінію оборони, організовану противником правому березі Волги, і охопили Ржев із заходу та південного заходу.
З 22 січня 1942 року війська правого крила фронту брали участь у проведенні Торопецько-Холмської операції.
Влітку-восени-взимку 1942 року Калінінський фронт у взаємодії із Західним фронтом брав участь у двох стратегічних наступальних операціях з метою розгрому німецької 9-ї польової армії (генерал-полковник В.Модель) групи армій «Центр», що оборонялася на Ржевсько-Вяземському виступі. З 30 липня до 1 жовтня 1942 року — у Першій Ржевсько-Сичовській операції і з 25 листопада до 20 грудня 1942 року — у Другій Ржевсько-Сичовській операції, що проводилася під кодовою назвою операція «Марс». Обидві операції завершилися повним крахом для фронту, який зазнав колосальних втрат у живій силі та техніці, але не зміг виконати жодної з визначених цілей.
25 листопада паралельно зі стратегічною операцією «Марс» війська фронту, силами 3-ї ударної армії генерал-лейтенанта Галицького К. М. за підтримки 3-ї повітряної армії, почали проводити Великолуцьку фронтову операцію. До 10 грудня радянські війська вийшли до Новосокольників і перерізали на двох ділянках залізницю, що пов'язувала німецькі групи армій «Північ» та «Центр». Спроби німецького командування деблокувати оточене угруповання успіхом не увінчалися, і 17 січня радянські війська звільнили Великі Луки.
2 березня 1943 року війська фронту разом із військами Західного фронту розпочали Ржевсько-Вяземську операцію. В результаті наступу, а також завдяки організованому відходу німецьких військ Червона армія змогла просунутися на 130—160 км, повністю ліквідувавши Ржевсько-Вяземський виступ. 10 березня 1943 року війська Калінінського фронту звільнили місто Білий.
14 вересня війська фронту силами трьох армій перейшли у наступ проти духовщинсько-демидівського угруповання вермахту. Протягом 4 денних боїв німецьку оборону було прорвано на всю глибину. 19 вересня було здобуте місто Духовщина, 21 вересня — Демидов, 29 вересня — Рудня.
6 жовтня 1943 року силами військ правого крила Калінінського фронту була проведена операція з метою визволення м. Невель.
20 жовтня 1943 року на підставі наказу Ставки ВГК від 16 жовтня 1943 р. Калінінський фронт був перейменований на 1-й Прибалтійський фронт.

## Командувачі
- генерал-полковник І. С. Конєв (жовтень 1941 — серпень 1942);
- генерал-полковник М. А. Пуркаєв (серпень 1942 — квітень 1943);
- генерал армії А. І. Єрьоменко (квітень — жовтень 1943).

## Військові формування у складі фронту
- 20-та армія (10 серпня — 1 вересня 1942);
- 22-га армія (19 жовтня 1941 — 21 квітня 1943);
- 29-та армія (19 жовтня 1941 — 31 серпня 1942);
- 30-та армія (19 жовтня 1941 — 31 серпня 1942);
- 31-ша армія (21 жовтня 1941 — 23 липня 1942);
- 39-та армія (22 грудня 1941 — липень 1942; 8 серпня 1942 — 20 жовтня 1943);
- 41-ша армія (16 травня 1942 — 20 березня 1943);
- 43-тя армія (1 жовтня 1942 — 20 жовтня 1943);
- 58-ма армія (25 червня — 20 липня 1942);
- 3-тя ударна армія (21 січня 1942 — 13 жовтня 1943);
- 4-та ударна армія (22 січня 1942 — 20 жовтня 1943);
- 3-тя повітряна армія (16 травня 1942 — 20 жовтня 1943).